# Improvizaciono pozorište
Improvizaciono pozorište, često nazivano improvizacija ili improv, oblik je pozorišta, često komedije, u kojem je većina ili sve ono što se izvodi neplanirano ili nepisano: izvođači spontano kreiraju sadržaj. U svom najčišćem obliku, dijalog, radnju, priču i likove igrači stvaraju u saradnji dok se improvizacija odvija u sadašnjemv vremenu, bez upotrebe već pripremljenog, napisanog scenarija.
Improvizacijsko pozorište postoji u izvedbi kao niz stilova improvizacijske komedije, kao i neke nekomične pozorišne predstave. Ponekad se koristi u filmu i na televiziji, kako za razvijanje likova i scenarija, tako i povremeno kao deo konačnog proizvoda.
Improvizacione tehnike se često koriste u dramskim programima za obuku glumaca za scenu, film i televiziju i mogu biti važan deo procesa proba. Međutim, veštine i procesi improvizacije koriste se i van konteksta scenskih umetnosti. Ova praksa, poznata kao primenjena improvizacija, koristi se u učionicama kao obrazovno sredstvo i u preduzećima kao način za razvijanje veština komunikacije, kreativnog rešavanja problema i podržavajućih sposobnosti timskog rada koje koriste improvizacioni igrači ansambla. Ponekad se koristi u psihoterapiji kao sredstvo za sticanje uvida u ljudske misli, osećanja i odnose.

## Istorija
Najranija dobro dokumentovana upotreba improvizacionog pozorišta u zapadnoj istoriji nalazi se u Atelanskoj farsi 391. p. n. e. Od 16. do 18. veka izvođači komedija del arte improvizovali su na osnovu širokog okvira ulicam Italije. Tokom 1890-ih pozorišni teoretičari i reditelji poput Rusa Konstantina Stanislavskog i Francuza Žaka Kopoa, osnivača dva glavna toka glumačke teorije, oboje su u velikoj meri koristili improvizaciju u glumačkom treningu i na probama.

### Moderna istorija
Moderne pozorišne igre improvizacije započele su kao dramske vežbe za decu, koje su predstavljale osnovnu temu dramskog obrazovanja početkom 20. veka, delom zahvaljujući progresivnom obrazovnom pokretu koji je pokrenuo Džon Djui 1916. godine. Deo američkog javnog mnjenja pridaje zasluge Dadli Rigsu kao prvom vodvilju koji je koristio predloge publike za stvaranje improvizovanih skica na sceni. Vežbe improvizacije dalje je razvijala Viola Spolin tokom 1940-ih, 50-ih i 60-ih godina, i kodifikovala je u svojoj knjizi Improvizacija za pozorište, prvoj knjizi koja je dala specifične tehnike za učenje rada i podučavanja improvizacionog pozorišta. Sedamdesetih godina 20. veka u Kanadi, britanski dramski pisac i reditelj Kit Džonston napisao je knjigu Impro: Improvizacija i pozorište, u kojoj su iznete njegove ideje o improvizaciji, i izumeo pozorišne sportove, koji su postali osnovni vid moderne improvizacione komedija i inspiracija za popularnu televizijsku emisiju Čija je linija uopšte?
Spolin je uticao na prvu generaciju savremenih američkih improvizatora u teatru Kompas igrači u Čikagu, što je dovelo do Drugog grada. Njen sin Pol Sils, zajedno sa Dejvidom Šeferdom, pokrenuo je Kompas igrače. Nakon propasti Kompas igrača, Pol Sils je osnovao Drugi grad. Oni su bili prve organizovane trupe u Čikagu, i savremeni čikaški pokret improvizacione komedije izrastao je iz njihovog uspeha.
Godine 1987, Pozorište dosadnosti počelo je kao klub u Čikagu koji naglašava dugu formu improvizacije. Ovo ustanova se razvila na više lokacija u Čikagu i Njujorku. U njoj se održava najdugovečnija muzička improvizacija u istoriji u poslednjih 11 godina.
Godine 2012, libanski pisac i reditelj Lusien Borjeili je improvizacionim pozorišnim tehnikama stvorio multisenzornu predstavu pod nazivom 66 minuta u Damasku. Ova predstava premijerno je izvedena na Londonskom međunarodnom pozorišnom festivalu i smatra se jednom od najekstremnijih vrsta interaktivnog improvizovanog pozorišta postavljenog na scenu. Publika igra ulogu otetih turista u današnjoj Siriji u hiperrealnom senzornom okruženju.
Rob Vitig i Mark K. Marino razvili su oblik improvizacije za onlajn pozorišnu improvizaciju nazvan netprov. Obrazac se oslanja na društvene medije da angažuju publiku u stvaranju dinamičnih izmišljenih scenarija koji se razvijaju u realnom vremenu.

## Improvizaciona komedija
Savremena improvizaciona komedija, kakva se praktikuje na Zapadu, spada u dve kategorije: kratka i dugačka.
Improv u kratkom obliku sastoji se od kratkih scena obično napravljenih od unapred određene igre, strukture ili ideje i vođenih sugestijom publike. Mnoge vežbe u kratkom obliku prvobitno je kreirala Viola Spolin, koja ih je nazvala pozorišnim igrama, pod uticajem njenog treninga od stručnjaka za rekreativne igre Neve Bojd. Kratkoživuća televizijska serija improvizovane komedije Čija je to linija uopšte? upoznala je američke i britanske gledaoce sa kratkom formom.
Improvizacija dugog oblika posebno se izvodi u Čikagu, Njujork Sitiju, Los Anđelesu; ima snažno prisustvo u Ostinu, Bostonu, Mineapolisu, Feniksu, Filadelfiji, San Franciscu, Sijetlu, Detroitu, Torontu, Vankuveru, Vašingtonu; i gradi sve veći broj sledbenika u Baltimoru, Denveru, Kanzas Sitiju, Montrealu, Kolumbusu, Nju Orleansu, Omahi, Ročesteru, i Havajima. Izvan Sjedinjenih Država, improvizovana duga forma ima sve veće prisustvo u Velikoj Britaniji, posebno u gradovima kao što su London, Bristol i na Edinburškom festivalskom frindžu.

## U filmu i televiziji
Mnogi režiseri su se koristili improvizacijom u stvaranju filmova glavnog toka, kao i onih eksperimentalnih. Mnogi stvaraoci nemih filmova, poput Čarlija Čaplina i Bastera Kitona, koristili su improvizaciju pri snimanju svojih filmova, razvijajući gegove tokom snimanja i prilagođavajući radnju. Braća Marks bila su poznata po tome što su odstupila od scenarija koji su dobili, njihovi ad libi su često postajali deo standardne rutine i ulazili u njihove filmove. Mnogi ljudi, međutim, prave razliku između ad-libinga i improvizacije.
Poboljšane tehnike komedije takođe su korišćene u hit televizijskim emisijama poput HBO-ove serije Bez oduševljavanja, molim, koju je kreirao Lari Dejvid sa UK Kanala 4 i ABC televizijske serije Čija je to linija uopšte? (kao i serija inspirisanih njima Dru Karijev šou zelenog ekrana i Dru Karijeva improv-a-ganza), i improvizovanih humorističkih emisija Nika Kanona Wild 'N Out i Hvala Bogu što ste ovde. Veoma rani američki improvizovani televizijski program bio je nedeljni polusatni program Šta se sada događa?, koji je premijerno prikazan na njujorškom  dana 15. oktobra 1949. godine i trajao je 22 epizode. „Improvizatori“ su bili šest glumaca (uključujući Larija Blajdena, Rosa Martina i Džina Alekandra - Džina Pagslija u to vreme) koji su improvizovali skečeve na osnovu situacija koje su predložili gledaoci. U Kanadi je serija Voz 48 improvizovana iz scenarija koji su sadržavali minimalne obrise svake scene, a humoristična serija Ovaj sitkom je ... Da se ne ponavlja uključila je dijalog izvučen iz šešira tokom epizode. Američka emisija Reno 911! sadržala je i improvizovani dijalog zasnovan na konturi radnje. Brzo i labavo je improvizovani igrani šou, poput Čija je to linija uopšte?. BBC-jevi sitkomi Brojno nadmašeni i  takođe su sadržali neke improvizovane elemente.

## Literatura
- Povinelli, Daniel J. „On the possibilities of detecting intentions prior to understanding them”.  Ур.: B. Malle, D. Baldwin, & L. Moses. Intentions and Intentionality: Foundations of Social Cognition (PDF). MIT Press 2001. Архивирано из оригинала (PDF) 2007-03-20. г.
- Abbott, John. (2007). The Improvisation Book. London: Nick Hern Books. ISBN 978-1-85459-961-2.
- Besser, Matt; Ian Roberts, Matt Walsh. (2013). The Upright Citizens Brigade Comedy Improvisation Manual. Comedy Council of Nicea, LLC. ISBN 978-0989387804.. Comedy Council of Nicea,
- Charna Halpern, Del Close, Kim Howard Johnson. (1994). The Truth in Comedy - The Manual for Improvisation. Meriwether Pub. ISBN 1566080037.. Meriwether Pub Ltd.
- Coleman, Janet. (1991). The Compass: The Improvisational Theatre that Revolutionized American Comedy. Chicago: University Of Chicago Press. ISBN 978-0-226-11345-6..
- Dudeck, Theresa Robbins. 2013. "Keith Johnstone: A Critical Biography." London: Bloomsbury.  9781408183274.
- Hauck, Ben (2012). Long-Form Improv: The Complete Guide to Creating Characters, Sustaining Scenes, and Performing Extraordinary Harolds. New York: Allworth Press. ISBN 978-1581159813..
- Johnstone, Keith. (1981). Impro: Improvisation and the Theatre. A&C Black. ISBN 0-7136-8701-0.. Rev. ed. London: Methuen. .
- Koppett, Kat. 2011. "Training to imagine practical improvisational theatre techniques to enhance creativity, teamwork, leadership, and learn." Stylus Publishing.
- Lösel, Gunter (2013). Das Spiel mit dem Chaos - Zur Performativität des Improvisationstheaters. Transcript. ISBN 978-3-8376-2398-7.
- Ryan Madson, Patricia. 2005. "Improv Wisdom: Don't Prepare, Just Show Up" New York: Bell Tower.  1-4000-8188-2
- Nachmanovitch, Stephen. 1990. Free Play: Improvisation in Life and Art New York: Penguin-Tarcher.  0-87477-631-7.
- Spolin, Viola. (1967). Improvisation for the Theater. Northwestern University Press. ISBN 0-8101-4008-X.. Third rev. ed. Evanston, Il.: Northwestern University Press. .
- „Everything I Need to Know, I Learned from Improv”. Psychology Today.</ref> For example, Stephen Colbert
- Stephen Colbert 2006 Commencement Address at Knox College Transcript Архивирано на веб-сајту  (4. децембар 2020)
- „Tina Fey's Rules For Improv… And Your Career”. Women 2.0. Архивирано из оригинала 2012-01-09. г.
- Scheiffele, Eberhard (2001). „an altered state of consciousness”. Research in Drama Education: The Journal of Applied Theatre and Performance. 6 (2): 179—191. doi:10.1080/13569780120070722.
- „Levels of Consciousness”. sci-con.org. Архивирано из оригинала 02. 06. 2007. г. Приступљено 06. 12. 2020.
- „Yes, and: Acceptance, Resistance, and Change in Improv, Aikido, and Psychotherapy” (PDF).
- „BBC World Service - People Fixing The World, Improvising Your Way Out of Anxiety”. BBC (на језику: енглески). 13. 2. 2018. Приступљено 2018-11-12.

## Spoljašnje veze
- Collection of improv games
- How to improvise stand-up comedy Архивирано на веб-сајту  (5. март 2016), Wired UK, 11 April 2014
- How To Be A Better Improviser Архивирано на веб-сајту  (26. мај 2018), an essay by Daniel Gray Goldstein that lays out a foundation for improvising.
- Improvisation: the Original Survival Tool, an essay by Brad Fortier linking evolution of humanity with ethics of improvisation.
- Wiki about improvisational theatre (exercises and games)
- Fundamental Improv Principles.
- Improv Comedy for Anxiety.
- Group Mind and Intuition with Improv. Архивирано на веб-сајту  (27. фебруар 2021)
- Applied Improv Network - annual global conference on using improv off-stage, in business, education, and life
- Academic Literature Review of Theatrical Improvisation Training in the Workplace